# طوماس لوي هيوز
طوماس لوي هيوز (بالإنجليزية: Thomas L. Hughes)‏ هو أكاديمي ومسؤول حكومي أمريكي، ولد في 11 ديسمبر 1925.

## وصلات خارجية
- طوماس لوي هيوز على موقع إن إن دي بي (الإنجليزية)